# Джамайка-Біч (Техас)
Джамайка-Біч (англ. Jamaica Beach) — місто (англ. city) в США, в окрузі Галвестон штату Техас. Населення — 1078 осіб (2020).

## Географія
Джамайка-Біч розташована за координатами 29°11′30″ пн. ш. 94°58′48″ зх. д. / 29.19167° пн. ш. 94.98000° зх. д. (29.191556, -94.980130).  За даними Бюро перепису населення США в 2010 році місто мало площу 1,98 км², з яких 1,49 км² — суходіл та 0,49 км² — водойми.

## Демографія
Згідно з переписом 2010 року, у місті мешкали 983 особи в 492 домогосподарствах у складі 284 родин. Густота населення становила 497 осіб/км².  Було 1174 помешкання (594/км²).
Расовий склад населення:
| - 93,9 % — білих - 1,7 % — чорних або афроамериканців - 1,1 % — азіатів - 0,2 % — корінних американців |

До двох чи більше рас належало 2,4 %. Частка іспаномовних становила 7,3 % від усіх жителів.
За віковим діапазоном населення розподілялося таким чином: 12,2 % — особи молодші 18 років, 68,3 % — особи у віці 18—64 років, 19,5 % — особи у віці 65 років та старші. Медіана віку мешканця становила 51,6 року. На 100 осіб жіночої статі у місті припадало 103,5 чоловіків;  на 100 жінок у віці від 18 років та старших — 105,5 чоловіків також старших 18 років.
Середній дохід на одне домашнє господарство  становив 90 572 долари США (медіана — 58 889), а середній дохід на одну сім'ю — 119 083 долари (медіана — 83 618). За межею бідності перебувало 5,2 % осіб, у тому числі 14,0 % дітей у віці до 18 років та 0,0 % осіб у віці 65 років та старших.
Цивільне працевлаштоване населення становило 552 особи. Основні галузі зайнятості: освіта, охорона здоров'я та соціальна допомога — 21,6 %, мистецтво, розваги та відпочинок — 18,7 %, будівництво — 17,0 %.